# Urbanice u Praskačky

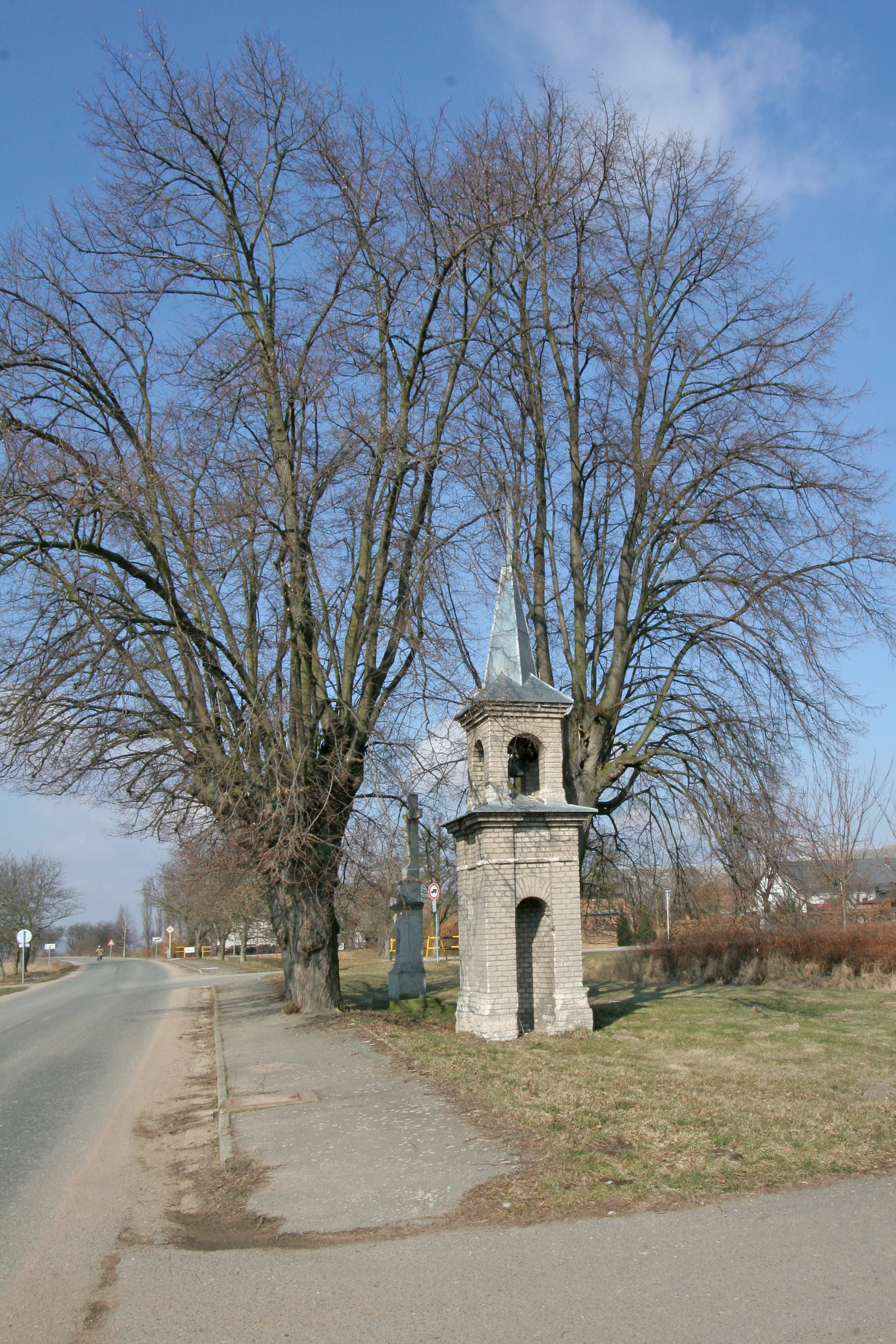
Glockenturm und Bildstock

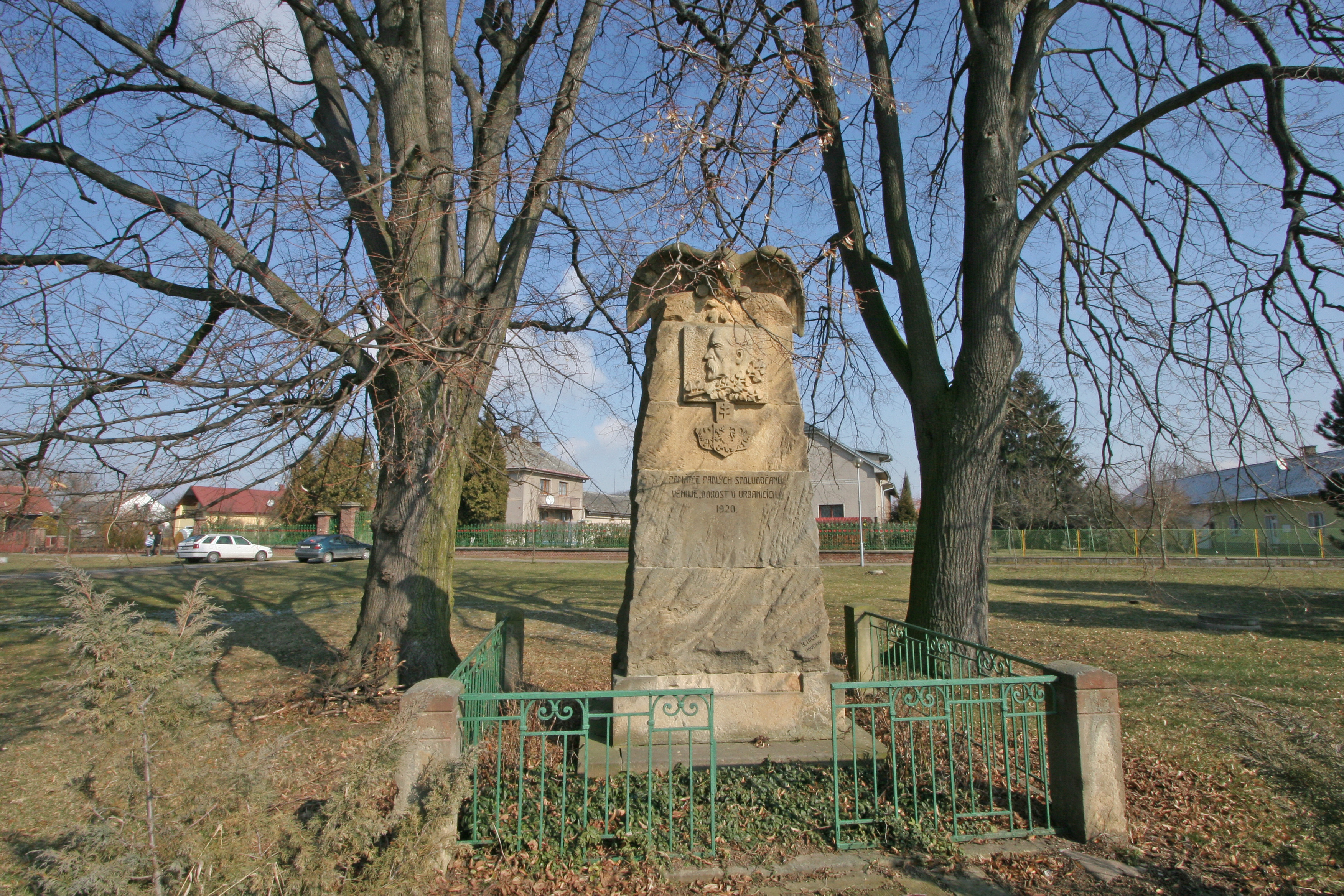
Gefallenendenkmal

Urbanice (deutsch Urbanitz) ist eine Gemeinde in Tschechien. Sie liegt acht Kilometer südwestlich des Stadtzentrums von Hradec Králové und gehört zum Okres Hradec Králové.

## Geographie
Urbanice befindet sich in der Východolabská tabule (Tafelland an der östlichen Elbe). Am nördlichen Ortsrand verläuft die Straße I/11 zwischen Hradec Králové und Chlumec nad Cidlinou. Südlich von Urbanice liegt die Bahnstrecke Chlumec nad Cidlinou–Międzylesie mit dem Bahnhof Praskačka.
Nachbarorte sind Těchlovice, Hřibsko und Stěžery im Norden, Vlčkovice im Nordosten, Březhrad im Osten, Praskačka und Libišany im Südosten, Sedlice, Žižkovec und Hubenice im Süden, Lhota pod Libčany im Südwesten, Roudnice im Westen sowie Libčany, Hvozdnice und Nové Hvozdnice im Nordwesten.

## Geschichte
Die erste schriftliche Erwähnung des Dorfes erfolgte 1549, als Jindřich Nejedlý von Vysoká das Gut Libčany von Johann von Pernsteins Söhnen erwarb. Im Jahre 1561 kaufte Nejedlý noch das Gut Praskačka mit den Dörfern Drbanice, Krásnice und Sedlice auf und schlug dieses zu Libčany hinzu. Nach Nejedlýs Tod übernahm seine Witwe Anna den Besitz. Nachfolgender Besitzer des Gutes Praskačka war zwischen 1574 und 1589 Petr Nejedlý von Vysoká. Dessen Witwe heiratete danach Tobiáš Nejedlý von Vysoká, beide verstarben 1620. Die Tochter Johanna Dorothea Nejedlý, die 1616 Besitzerin des Gutes geworden war, heiratete Jan Záruba von Hustiřan. 1622 wurde das Gut wegen der Teilnahme Jan Zárubas am Ständeaufstand von 1618 konfisziert, er wurde des Landes verwiesen und starb 1629 in Sachsen. An wen die Böhmische Kammer die Feste Praskačka mit den zugehörigen Dörfern verkaufte, und wie das Gut wieder mit Libčany vereinigt wurde, ist nicht bekannt. Seit dem 17. Jahrhundert führte ein Fahrweg von Königgrätz über Kukleny, Turava und Průhon zur alten Schmiede in Urbanice und von dort nach Lhota und weiter nach Prag. Als zum Ende des 17. Jahrhunderts die Herren Straka von Nedabylic Libčany erwarben, gehörte Urbanice bereits wieder zu dem Gut. Johann Peter Straka von Nedabylic (1645–1720) verfügte in seinem 1710 niedergelegten Testament die Errichtung des Straka-Gestifts zur Errichtung einer adeligen Ritterakademie für junge verarmte Adelige, in das seine Güter Liebtschan, Okrauhlitz und Ober Weckelsdorf einflossen.
Im Jahre 1835 bestand das im Königgrätzer Kreis unweit der Prager Chaussee gelegene Dorf Urbanitz aus 36 Häusern, in denen 248 Personen lebten. Im Ort gab es ein Wirtshaus. Pfarrort war Liebtschan. Bis zur Mitte des 19. Jahrhunderts blieb Urbanitz dem Stiftungsgut Liebtschan untertänig.
Nach der Aufhebung der Patrimonialherrschaften bildete Urbanice ab 1849 eine Gemeinde im Gerichtsbezirk Königgrätz. Ab 1868 gehörte die Gemeinde zum Bezirk Königgrätz. Im Jahre 1886 erfolgte der Verkauf des Großgrundbesitzes an Johann Nepomuk von Harrach. 1949 wurde Urbanice dem Okres Hradec Králové-okolí zugeordnet; dieser wurde im Zuge der Gebietsreform von 1960 aufgehoben, seitdem gehört die Gemeinde zum Okres Hradec Králové. Zwischen 1964 und 1990 war Urbanice nach Praskačka eingemeindet. Seit 2004 führt die Gemeinde ein Wappen und Banner.

## Gemeindegliederung
Für die Gemeinde Urbanice sind keine Ortsteile ausgewiesen. Das Gemeindegebiet bildet den Katastralbezirk Urbanice u Praskačky.

## Sehenswürdigkeiten
- Glockenturm in Klinkerbauweise, errichtet 1929[6]
- Bildstock, geschaffen 1860[7]
- Statue der Jungfrau Maria aus dem Jahre 1908[8]
- Gefallenendenkmal für die Opfer des Ersten Weltkriegs, errichtet 1920[9]
- Jan Hus-Denkmal, nördlich des Dorfes am Rand des Wäldchens Pašát, enthüllt 1929[10]